# Julián Ratti
Julián Ratti Ferrero (Ciudad de Santa Fe, Argentina,  5 de abril de 1954) es un músico, compositor y cantante argentino.

## Biografía
Nació en Santa Fe (capital). Hijo de Juan Miguel Ratti e Irene Ángela Ferrero y nieto de Bernardo Ratti. Casado con Alicia María Berra, tiene tres hijos Marcelo, Cecilia y Patricia.
Fue alumno de Fernando Portal, cursando estudios auditivos y de vocalización que actualmente realiza con la profesora Mary Zenklusen de Ponroy. A la edad de 9 años obtuvo su primer premio con el canto en un concurso realizado en la ciudad de Rafaela donde intervenían todos los colegios de la ciudad. Su abuela Maria Salusso de Ferrero le regaló su primera guitarra cuando tenía 12 años.
Integró grupos folclóricos de la región como, "Los Oesteños" de la localidad de Angélica y "Canto 4" de Rafaela, con ambos grupos participó de la mayoría de los festivales de la provincia. En 1982 inició su carrera como solista ganando el festival de Tostado, en el festival de Cosquín llegó como finalista representando a la provincia de Santa Fe. En 1988 fue ganador del Festival de Luján en la provincia de Buenos Aires con versos de M. Vechiolli.
Actualmente vive en la ciudad de Rafaela, provincia de Santa Fe, Argentina.

## Discografía
| - De mi paisaje - La tamberita - Cantinero - Boliche del pueblo gringo - Sueño musiquero - Cuando partía mi padre - Todo igualito que vos - Potrerito de la infancia - Hojita de otoño - El abuelo piamontés - Departamento Castellanos - Herencia - Herencia (1990) - Departamento Castellanos - Mi tamberita - Vieja casa mía - Canto cerealero - Herencia - Venite p'al oeste - Sueño musiquero - El abuelo Piamontés - La Aldea - Boliche de pueblo gringo - Costumbre dominguera - De mi paisaje | - La música de mis palabras - Sólo las penas - Pionero - Casi un adiós - La Aldea - Tierra nuestra - Un trozo de cielo - La ciudad - Herencia - Los inmigrantes - Muchacha gringa - Canto final - Cantor de siempre - Nuestros labios - Los hijos del algodón - De mi paisaje - Patroncito de la finanza - Costumbre dominguera | - El Gringo de Rafaela (2000) - Un hijo en la ciudad - Tamberita - La carta perdida - Boliche cantor - La verdad de tus ojos - El rancho de Jacinto - Lunita Toba - El ciego Paquito |

## Canciones que compuso para otros cantantes
- Potrerito de la infancia, Todo igualito que voz, La carta perdida, Los hijos del algodón.

- Datos: Q5956209